# قناة شروزبري

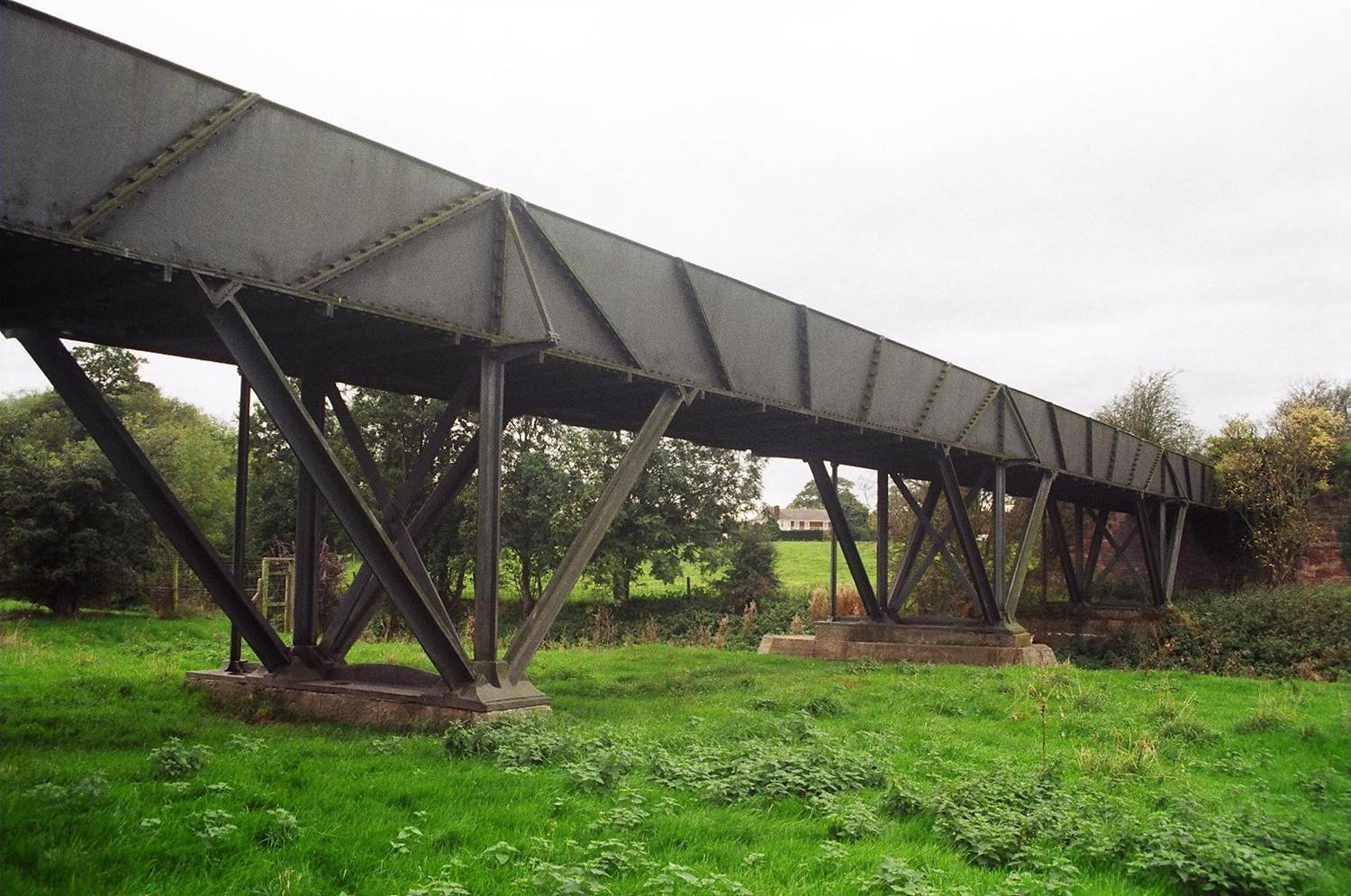
الجزء المعلق من قناة شروزبري من الحديد المصبوب. من تصميم المهندس توماس تيلفورد.

قناة شروزبري أو قناة شروزبري ونيوبورت (بالإنجليزية: Shrewsbury Canal) قناة ملاحية سابقة كانت تقع في شروبشاير، إنجلترا. تم البدأ بتشغيها في عام 1793، كما كان الخط الرئيسي الممتد من ترنش إلى شروزبري مفتوح بالكامل بحلول 1797، لكنها بقيت معزولة عن بقية شبكة القناة حتى 1835، عندما تم تشييد مفرق قناة برمنغهام وليفربول. وقد تم بناء قناة ملاحية معلقة من الحديد المصبوب في قرية لونغدن على نهر تيرن في عام 1796، وهي من تصميم المهندس توماس تيلفورد.
تم التخلي عن القناة رسميّا في عام 1944، بعد أن اُقرت الملكية إلى سلسلة من شركات السكك الحديدية. وقد اختفى العديد من الأقسام، على الرغم من وجود بعض الجسور وغيرها من الهياكل. أما اليوم، فهناك حملة نشطة للحفاظ على بقايا القناة.

## وصلات خارجية
- قناة الثقة - التي تهدف إلى استعادة القناة
- مجموعة من الصور للقناة في سبعينيات القرن العشرين